# 成得煥
成 得煥（ソン・ドゥクァン、朝鮮語: 성득환、1898年8月23日 - 没年不詳）は、大韓民国の政治家。第2代韓国国会議員。
本籍は忠清南道大田市（現・大田広域市）。本貫は昌寧成氏。

## 経歴
中央大学経済科卒。漢城銀行（のちの朝興銀行）に勤めたほか、時期は不明だが民主国民党に入党し、中央実行委員を務めた。 1950年の第2代国会議員当選時には、商売をしている、と当時の媒体に記載がある。没年月日は不明だが、1979年時点ではすでに死去していると報道されている。